# Silao
Silao est une ville mexicaine située dans l'État de Guanajuato au centre du pays. En 2010, sa population était de 173 024 habitants.

## Source de la traduction
- (es) Cet article est partiellement ou en totalité issu de l’article de Wikipédia en espagnol intitulé « Silao » (voir la liste des auteurs).